# Parc national du Mont-Tremblant
Le parc national du Mont-Tremblant est une aire naturelle protégée canadienne au Québec. Elle est située au nord de Mont-Tremblant, de Saint-Donat, et de Saint-Côme dans les régions de Laurentides et de Lanaudière.  
Il est le quatrième plus grand parc au Québec après le parc Kuururjuaq et il est le plus ancien parc (provincial ou fédéral) au Québec. Il tient son nom du mont Tremblant. 
L'objectif principal de ce parc est de protéger un territoire représentatif de la province naturelle des Laurentides méridionales.
Plusieurs activités estivales et hivernales s'y pratiquent, le ski de fond, la raquette, la randonnée pédestre courte et longue en refuge, le canot de lac et de rivière, le kayak, le vélo de montagne, le camping sauvage et la baignade dans des lacs, tel le lac Lauzon aux eaux limpides.
Le parc est géré par le gouvernement du Québec et sa Société des établissements de plein air du Québec (Sépaq), et avant 1994, par le ministère du Loisir de la Chasse et de la Pêche (MLCP).

## Géographie

### Localisation

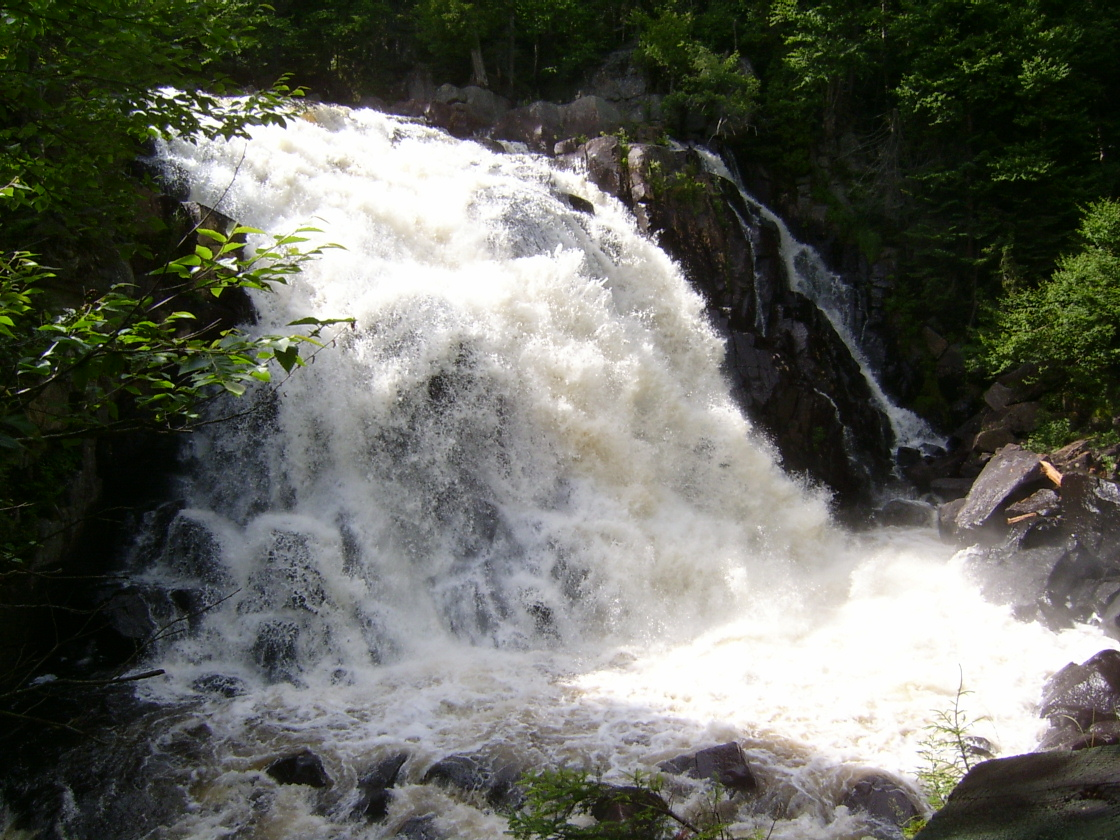
Chute du Diable

Le parc de 1 510,1 km2 est situé au nord-est de Mont-Tremblant et se prolonge à l'est jusqu'au nord de Saint-Côme. Son territoire est situé dans les municipalités régionales de comté (MRC) des Laurentides, d'Antoine-Labelle et de la Matawinie et il comprend huit municipalités et trois territoires non organisés. Il est borné au nord par la réserve faunique Rouge-Matawin et à l'est par la zec Lavigne. À environ 20 km du parc se retrouve le Centre de villégiature Tremblant, reconnu pour être le plus haut sommet des Laurentides avec une élévation de 875 mètres.
Le parc se divise en 3 principaux secteurs, soit les vallées de la rivière du Diable, du ruisseau Pimbina et de la rivière L'Assomption. On peut accéder au secteur de la Diable par l'autoroute 15 et la route 117 à partir de Montréal, par la route 323 à partir d'Ottawa.  Le secteur de la Pimbina est accessible par la route 125 à partir de Saint-Donat. Le secteur de L'Assomption est accessible quant à lui par Saint-Côme. On peut aussi avoir accès au parc par La Macaza, par Labelle et par Saint-Michel-des-Saints.

### Climat
Le climat du parc du Mont-Tremblant se caractérise par des étés modérément chauds et des hivers froids. Les précipitations sont relativement abondantes toute l'année. Le mont Tremblant et Le Carcan présentent tous deux une stratigraphie due à leur altitude.  Étant donné la taille du parc, celui-ci présente aussi un refroidissement vers le nord.
| Mois                              | jan.  | fév.  | mars  | avril | mai  | juin  | jui.  | août  | sep.  | oct.  | nov. | déc.  |
| --------------------------------- | ----- | ----- | ----- | ----- | ---- | ----- | ----- | ----- | ----- | ----- | ---- | ----- |
| Température minimale moyenne (°C) | −19,6 | −18,5 | −11,8 | −3,3  | 3,8  | 9,2   | 12    | 10,9  | 6,4   | 0,8   | −5,3 | −14,7 |
| Température moyenne (°C)          | −13,6 | −11,8 | −5,3  | 2,6   | 10,4 | 15,5  | 18,1  | 16,8  | 11,8  | 5,4   | −1,4 | −9,7  |
| Température maximale moyenne (°C) | −7,6  | −5,1  | 1,2   | 8,4   | 16,9 | 21,8  | 24,1  | 22,6  | 17,1  | 10,1  | 2,4  | −4,6  |
| Précipitations (mm)               | 94,9  | 73,6  | 75,6  | 73,2  | 92,8 | 105,8 | 104,3 | 109,2 | 101,6 | 102,7 | 96,2 | 98,7  |

### Géologie et pédologie
La totalité du parc est située dans la région administrative de Grenville, la province géologique la plus récente du bouclier canadien.  Le roc est composé de gneiss et de granulites.  Le passage des glaciations a fortement influencé le territoire en arrondissant les sommets des collines et en surcreusant les vallées.
Les glaciers ont aussi laissé une couche de till de granulométrie variable. On retrouve des dépôts de sable le long des cours d'eau et des lacs. Les dépôts organiques sont rares et se retrouvent au nord du lac des Cyprès et en bordure de quelques lacs.

### Hydrographie

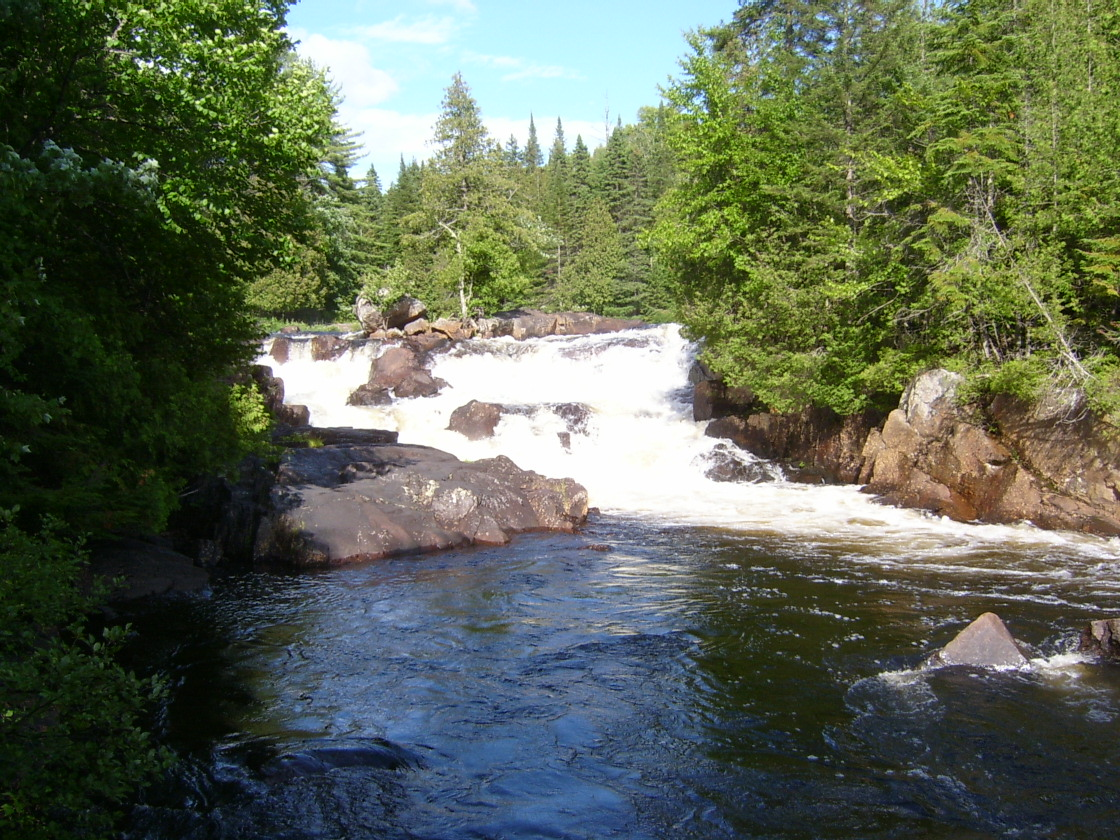
Rivière du Diable et chutes Croches dans le parc du Mont-Tremblant (Québec)

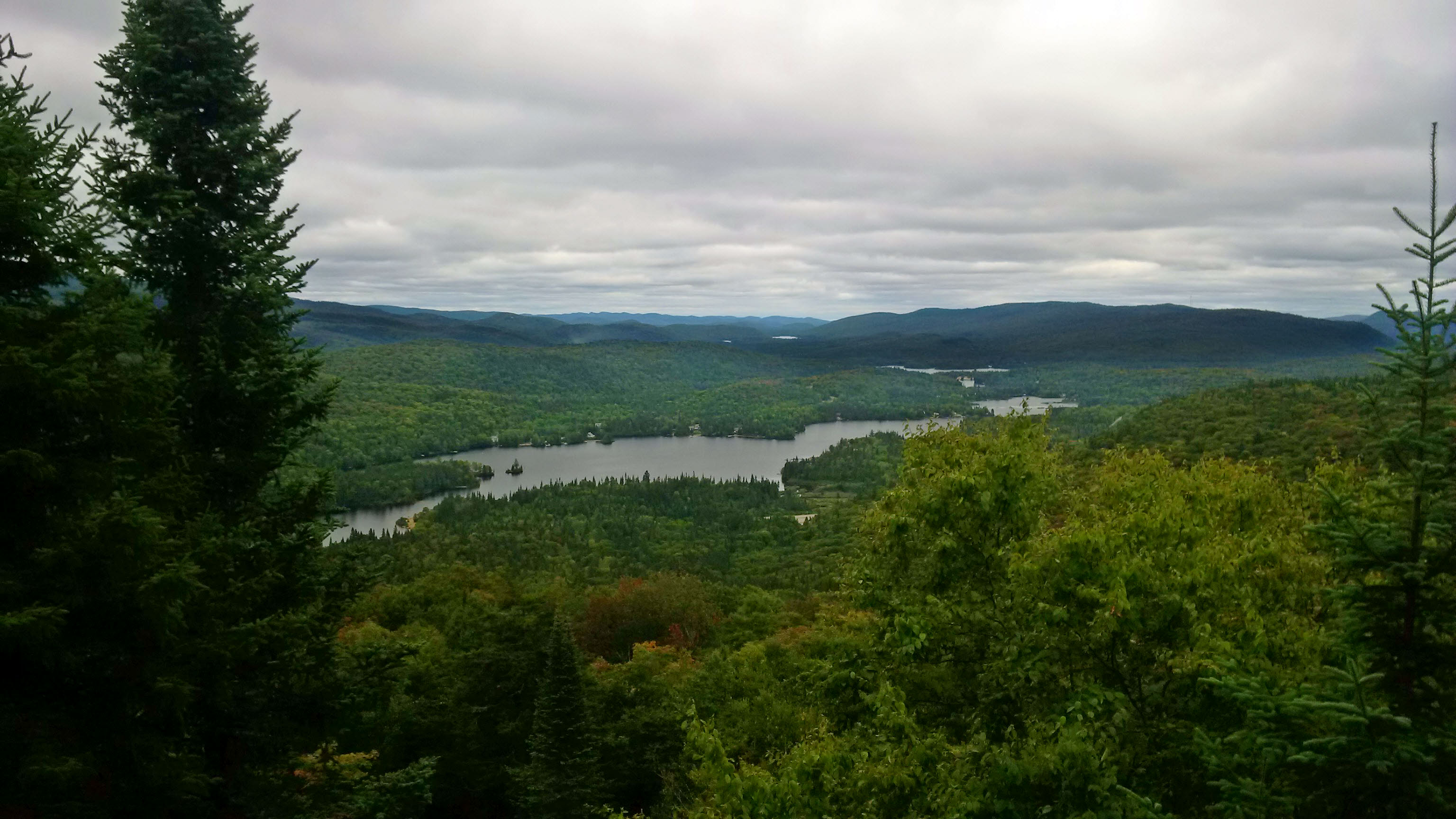
Le lac Provost, vu d'un sentier du parc du Mont-Tremblant, en 2014.

Le parc est partagé en 3 bassins hydrographiques, soit celui de la Rouge (par l'entremise de la rivière du Diable), de L'Assomption et de la Matawin, tous faisant partie du bassin hydrographique du fleuve Saint-Laurent. Les cours d'eau et la forme des lacs sont grandement influencés par les failles du bouclier canadien. Il y a plus de 400 lacs sur le territoire du parc, dont le plus grand, le lac des Cyprès, fait 9 km2. La plupart des grands lacs sont situés dans la partie nord du parc, la partie sud ayant un territoire plus escarpé. La position du parc à la tête de plusieurs bassins hydrographiques assure une bonne qualité d'eau dans les cours d'eau.

## Histoire
Les Algonquins appelaient le massif « Manitonga Soutana » (montagne des Esprits ou du Diable). Ils prétendaient que la montagne émettait des grondements et oscillait sous leurs pieds.  L'exploitation forestière commence dans la région dans les années 1850. Le 12 janvier 1895, le parc de la Montagne-Tremblante est créé à la suite du projet pour y installer un sanatorium, qui ne verra jamais le jour. Contrairement à la vision preservationist qui prévalait aux États-Unis et au Canada et qui soustrayait le parc de toute exploitation, la province préférait une vision conservationist qui favorisait une utilisation raisonnable des ressources naturelles. Conséquemment l'exploitation forestière dans le parc continue jusqu'en 1981. Ayant à l'origine une superficie de 60 km2, le parc est agrandi de 3 108 km2 en 1925.

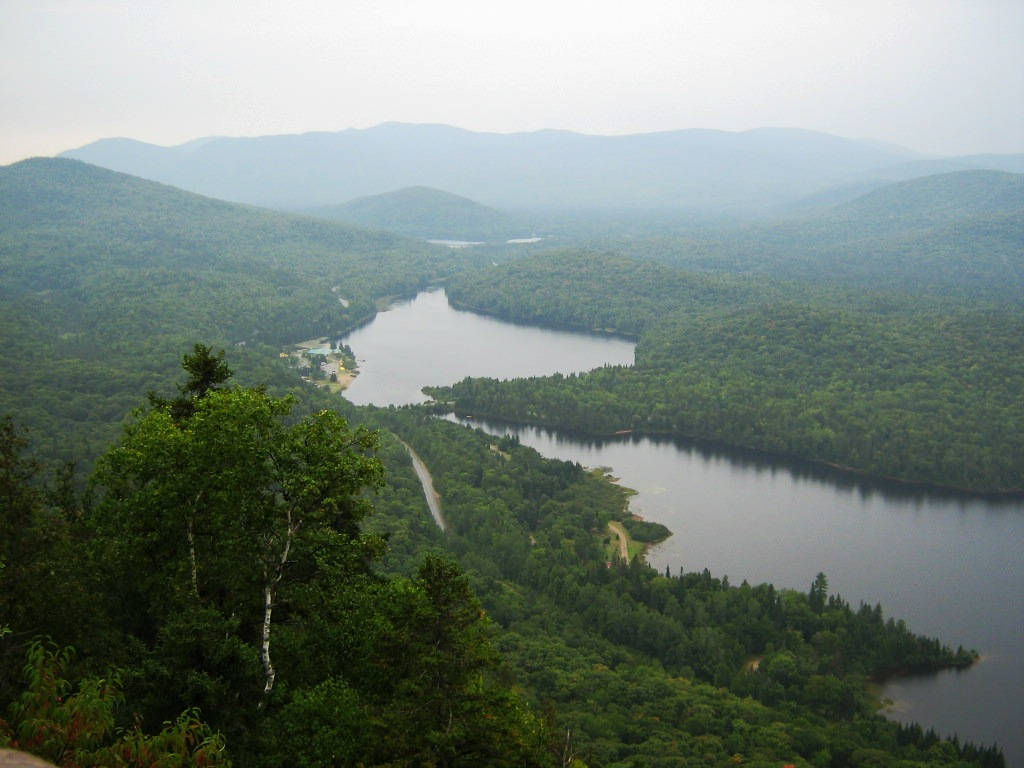
Lac Monroe dans le secteur de la Diable

En 1938, un Américain du nom de Joe Ryan établit une station de ski sur le massif du Mont Tremblant et fait changer la loi provinciale pour y inclure l'usage de parc public et de lieu de délassement. Une station de recherche est ouverte au lac Monroe en 1948 et un premier camping public voit le jour au lac Chat en 1958, ce qui marque le coup d'envoi pour la création de plusieurs aménagements récréatifs dans les vallées de la Diable et au nord de Saint-Donat.  En 1961, le parc change son nom pour Parc du Mont-Tremblant.
En 1977, la province change de philosophie de conservation et adopte la loi sur les Parcs.  Cette nouvelle loi exclut l'exploitation commerciale et industrielle des ressources naturelles des parcs. Les anciens parcs sont traités en priorité et le parc obtient le statut de « parc de récréation » en 1981, à l'exception d'une zone de 242 km2 qui est incluse dans le parc en 1990. La moitié nord du parc devient quant à elle la réserve faunique Rouge-Matawin. Le gouvernement relance de nouvelles consultations en 1998, qui produisent des changements mineurs des limites et le changement de statut pour « parc de conservation » en 2000. Il devient le parc du Mont-Tremblant à la suite de l'abandon du statut de parc de récréation par la province en 2001.

## Patrimoine naturel

Logo

### Faune
On retrouve dans le parc 40 espèces de mammifères, les plus facilement observables sont l'orignal, le cerf de Virginie, le loup de l'Est, le renard roux, l'ours noir, le lièvre d'Amérique, l'écureuil roux, le castor canadien, le rat musqué, la loutre de rivière et le vison d'Amérique. Onze de ces espèces sont susceptibles d'être désignées menacées ou vulnérables.
La diversité des oiseaux est beaucoup plus grande avec 194 espèces, dont 25 de parulines. On y retrouve des gélinottes huppées, des bruants, des grives, des sittelles, des pics et des geais. On y retrouve aussi quelques rapaces, dont le grand-duc d'Amérique, la chouette rayée, la petite buse, l'autour des palombes et le balbuzard. Le parc est aussi utilisé comme halte migratoire pour la bernache du Canada.  De ces espèces, seul le pygargue à tête blanche est considéré comme vulnérable.
Le parc comprend aussi 7 espèces de reptiles et 14 espèces d'amphibiens, la plupart étant associés au milieu aquatique. On y retrouve entre autres le ouaouaron, la grenouille verte, le triton vert, la couleuvre d'eau et la tortue des bois et la tortue peinte. La tortue des bois est désignée vulnérable au Québec, et la couleuvre d'eau et la grenouille des marais sont susceptibles d'être désignées menacées ou vulnérables.
On retrouve finalement 29 espèces de poissons dans le parc, la principale espèce étant l'omble de fontaine, qui préfère les lacs de tête oxygénés, et le grand brochet, qui préfère les eaux plus chaudes.

#### Loup
Le loup de l'Est est la sous-espèce du loup fréquentant le parc et l'emblème du parc. On estime avoir dans le parc quatre ou cinq meutes et la population compte 35 individus. Les loups du parc chassent principalement le castor, l'orignal et le cerf de Virginie, qui constituent la majeure partie de son alimentation.

### Flore
Le parc fait partie du domaine climatique de l'érablière à bouleau jaune. Les sommets des collines et la vallée de la Macaza, au nord, présentent le début du domaine de la sapinière à bouleau jaune. Le Carcan et le mont Tremblant présentent quant à eux une succession de domaines forestiers, passant de l'érablière à la sapinière.
Les principales essences forestières sont l'érable à sucre, l'érable rouge, le bouleau jaune, le bouleau blanc, le hêtre à grandes feuilles, le peuplier faux-tremble, le sapin baumier, l'épinette blanche, l'épinette rouge et l'épinette noire. Il comprend aussi des individus de pruche du Canada, de tilleul d'Amérique et de chêne rouge qui sont à la limite nord de leurs aires de distribution.
Le parc possède 9 plantes susceptibles d'être désignées menacées ou vulnérables, la plupart d'entre elles se trouvant dans le secteur du lac Monroe. À l'exception de Hieracium robinsonii, et de Listera australis, l'observation des autres plantes date de 40 ans et nécessite une mise à jour.

## Activités

### Été et l'automne
- Via ferrata du Diable
- Piscine
- Terrains de Golf
- Canoë
- Canot-camping
- Pêche
- Randonnée
- cyclisme

### Hiver
- Raquette
- Ski hors piste (voyages d'une nuit)
- Marche de neige
- Ski de fond